# Echinorhynchus truttae
 Echinorhynchus truttae  ist eine Art der Kratzwürmer (Acanthocephala), die als Darmparasit vor allem in Forellenfischen und anderen Süßwasserfischen lebt und bei diesen eine Echinorhynchose auslöst.

## Merkmale
Weibliche Tiere erreichen eine Körperlänge von 15 bis 20 Millimetern, die Männchen bleiben dabei mit maximal etwa 8 bis 11 Millimetern deutlich kleiner. Die Breite der Tiere liegt bei maximal 1,2 Millimetern. Der Rüssel (Proboscis) ist zylindrisch bis keulenförmig und besitzt 20 bis 22  Hakenreihen aus jeweils 13 bis 16 Haken, die bis auf die der hintersten Reihe alle deutlich nach hinten gekrümmt sind. Die Männchen besitzen sechs Zementdrüsen am Hinterende der Tiere.
Die Eier sind lang spindelförmig mit gattungstypischen Ausbuchtungen an den Eipolen und besitzen nur dünne Hüllmembranen. Sie haben eine durchschnittliche Länge von 100 bis 110 und eine durchschnittliche Breite von 23 bis 24 Mikrometern.

## Lebensweise
Echinorhynchus truttae lebt als ausgewachsenes Tier als Darmparasit vor allem im Darm von Forellenfischen wie der Bachforelle und der Äsche. Außerdem kann er bei anderen Süßwasserfischen wie etwa dem Hecht vorkommen. Als Zwischenwirte kommen verschiedene Flohkrebse der Gattung Gammarus in Frage.